# Línea 179 (EMT Madrid)
La línea 179 de la EMT de Madrid une el intercambiador de Plaza de Castilla con El Pardo.

## Características
Esta línea fue puesta en servicio el 1 de diciembre de 2024. Procede de la antigua concesión VCM-600 Madrid - El Pardo, prestada por la empresa Alacuber (perteneciente a Avanza Movilidad Integral). Heredó el recorrido de la línea interurbana 602, ampliando su itinerario desde el Hospital La Paz hasta la Plaza de Castilla.
Esta línea ayuda a los vecinos de Mingorrubio y El Pardo a conectar con el barrio del Pilar de la capital, su hospital de referencia (La Paz), las carreteras A-1 y M-607, y en última instancia el intercambiador de Plaza de Castilla.
Curiosamente, la parada de cabecera (4855), era la cabecera de algunas líneas de la EMT en Plaza de Castilla antes de inaugurase el intercambiador en superficie el 10 de noviembre de 2009. Fue rehabilitada entre 10 y 18 de agosto de 2024 como cabecera de la línea SE860 por un corte parcial de la línea 10 de Metro. Fue necesaria la colocación de un poste de parada tras el desmantelamiento de las anteriores marquesinas y estuvo en desuso hasta la inauguración de esta línea.

## Horarios
| Lunes a sábados laborables   |                              |                              |                              |                              |                              |                              |                              |                              |                              |                              |                              |                              |                              |                              |                              |                              |                              |                              |                              |                              |                              |                              |                              |                              |                              |                              |                              |                              |                              |                              |                              |                              |                              |                              |                              |
| Plaza de Castilla > El Pardo | Plaza de Castilla > El Pardo | Plaza de Castilla > El Pardo | Plaza de Castilla > El Pardo | Plaza de Castilla > El Pardo | Plaza de Castilla > El Pardo | Plaza de Castilla > El Pardo | Plaza de Castilla > El Pardo | Plaza de Castilla > El Pardo | Plaza de Castilla > El Pardo | Plaza de Castilla > El Pardo | Plaza de Castilla > El Pardo | Plaza de Castilla > El Pardo | Plaza de Castilla > El Pardo | Plaza de Castilla > El Pardo | Plaza de Castilla > El Pardo | Plaza de Castilla > El Pardo | Plaza de Castilla > El Pardo | El Pardo > Plaza de Castilla | El Pardo > Plaza de Castilla | El Pardo > Plaza de Castilla | El Pardo > Plaza de Castilla | El Pardo > Plaza de Castilla | El Pardo > Plaza de Castilla | El Pardo > Plaza de Castilla | El Pardo > Plaza de Castilla | El Pardo > Plaza de Castilla | El Pardo > Plaza de Castilla | El Pardo > Plaza de Castilla | El Pardo > Plaza de Castilla | El Pardo > Plaza de Castilla | El Pardo > Plaza de Castilla | El Pardo > Plaza de Castilla | El Pardo > Plaza de Castilla | El Pardo > Plaza de Castilla | El Pardo > Plaza de Castilla |
| 06                           | 07                           | 08                           | 09                           | 10                           | 11                           | 12                           | 13                           | 14                           | 15                           | 16                           | 17                           | 18                           | 19                           | 20                           | 21                           | 22                           | 23                           | 06                           | 07                           | 08                           | 09                           | 10                           | 11                           | 12                           | 13                           | 14                           | 15                           | 16                           | 17                           | 18                           | 19                           | 20                           | 21                           | 22                           | 23                           |
|                              | 00 30                        | 00 30                        | 00 30                        | 00 30                        | 00 30                        | 00 30                        | 00 30                        | 00 30                        | 00 30                        | 00 30                        | 00 30                        | 00 30                        | 00 30                        | 00 30                        | 00 30                        | 00 30                        | 00 30                        | 10 40                        | 10 40                        | 10 40                        | 10 40                        | 10 40                        | 10 40                        | 10 40                        | 10 40                        | 10 40                        | 10 40                        | 10 40                        | 10 40                        | 10 40                        | 10 40                        | 10 40                        | 10 40                        | 10 40                        |                              |
| Domingos y festivos          |                              |                              |                              |                              |                              |                              |                              |                              |                              |                              |                              |                              |                              |                              |                              |                              |                              |                              |                              |                              |                              |                              |                              |                              |                              |                              |                              |                              |                              |                              |                              |                              |                              |                              |                              |
| Plaza de Castilla > El Pardo | Plaza de Castilla > El Pardo | Plaza de Castilla > El Pardo | Plaza de Castilla > El Pardo | Plaza de Castilla > El Pardo | Plaza de Castilla > El Pardo | Plaza de Castilla > El Pardo | Plaza de Castilla > El Pardo | Plaza de Castilla > El Pardo | Plaza de Castilla > El Pardo | Plaza de Castilla > El Pardo | Plaza de Castilla > El Pardo | Plaza de Castilla > El Pardo | Plaza de Castilla > El Pardo | Plaza de Castilla > El Pardo | Plaza de Castilla > El Pardo | Plaza de Castilla > El Pardo | Plaza de Castilla > El Pardo | El Pardo > Plaza de Castilla | El Pardo > Plaza de Castilla | El Pardo > Plaza de Castilla | El Pardo > Plaza de Castilla | El Pardo > Plaza de Castilla | El Pardo > Plaza de Castilla | El Pardo > Plaza de Castilla | El Pardo > Plaza de Castilla | El Pardo > Plaza de Castilla | El Pardo > Plaza de Castilla | El Pardo > Plaza de Castilla | El Pardo > Plaza de Castilla | El Pardo > Plaza de Castilla | El Pardo > Plaza de Castilla | El Pardo > Plaza de Castilla | El Pardo > Plaza de Castilla | El Pardo > Plaza de Castilla | El Pardo > Plaza de Castilla |
| 06                           | 07                           | 08                           | 09                           | 10                           | 11                           | 12                           | 13                           | 14                           | 15                           | 16                           | 17                           | 18                           | 19                           | 20                           | 21                           | 22                           | 23                           | 06                           | 07                           | 08                           | 09                           | 10                           | 11                           | 12                           | 13                           | 14                           | 15                           | 16                           | 17                           | 18                           | 19                           | 20                           | 21                           | 22                           | 23                           |
|                              | 30                           | 00 30                        | 00 30                        | 00 30                        | 00 30                        | 00 30                        | 00 30                        | 00 30                        | 00 30                        | 00 30                        | 00 30                        | 00 30                        | 00 30                        | 00 30                        | 00 30                        | 00 30                        | 00 30                        |                              | 00 35                        | 10 40                        | 10 40                        | 10 40                        | 10 40                        | 10 40                        | 10 40                        | 10 40                        | 10 40                        | 10 40                        | 10 40                        | 10 40                        | 10 40                        | 10 40                        | 10 40                        | 10 40                        |                              |

## Recorrido y paradas

### Sentido El Pardo
| Código | Parada                                                    | Común con                                       | Conexiones con Metro |
| ------ | --------------------------------------------------------- | ----------------------------------------------- | -------------------- |
| 4855   | Plaza de Castilla (junto a Monumento a José Calvo Sotelo) |                                                 | Plaza de Castilla    |
| 1486   | Plaza de Castilla                                         | 66 124 147 SE704                                | Plaza de Castilla    |
| 1487   | Castellana-José Vasconcelos                               | 66 67 124 134 135 147 173 174 175 176 178 SE704 |                      |
| 3826   | Castellana-Ravel                                          | 67 124 134 135 147                              |                      |
| 1489   | Cuatro Torres                                             | 67 124 134 135 815                              |                      |
| 1602   | Hospital La Paz                                           | 67 124 132 135 137 815                          | Begoña               |
| 4651   | Monforte de Lemos-Polideportivo                           | 134 137                                         |                      |
| 1734   | Monforte de Lemos-Puentecesures                           | 134 137                                         |                      |
| 1736   | Monforte de Lemos-Parque Bomberos                         | 134 137                                         |                      |
| 93     | La Vaguada                                                | 49 83 132 137                                   | Barrio del Pilar     |
| 1367   | Junta Municipal Fuencarral                                | 49 83 128 132 137                               |                      |
| 3287   | Monforte de Lemos-Ganapanes                               | 132 137                                         | Peñagrande           |
| 1663   | Glorieta Salvador Maella                                  | 127                                             |                      |
| 1355   | Herrera Oria-Gómez de la Serna                            | 64 83 133 815                                   |                      |
| 5652   | Herrera Oria-Islas Marquesas                              | 64 83 133                                       |                      |
| 1353   | Herrera Oria-Camino Fuencarral                            | 83 133 815                                      |                      |
| 1350   | Herrera Oria-Arroyofresno                                 | 83 133 815                                      |                      |
| 1348   | Herrera Oria-Navaluenga                                   | 83 133 815                                      |                      |
| 6315   | Carretera del Pardo-Alberca                               | 164                                             |                      |
| 6316   | Carretera del Pardo-Tiro Pichón                           | 164                                             |                      |
| 6317   | Carretera del Pardo-Puente de Renfe                       | 164                                             |                      |
| 6318   | Carretera del Pardo-Acuartelamiento Marva                 | 164                                             |                      |
| 6319   | Avenida del Palacio-Regimiento Transmisiones              | 164                                             |                      |
| 10887  | Carretera del Pardo-Avenida de la Guardia                 | 164                                             |                      |
| 6320   | Paseo de El Pardo Nº5                                     | 164                                             |                      |
| 6321   | Paseo de El Pardo Nº43                                    | 164                                             |                      |
| 6322   | Paseo de El Pardo-Campaña                                 | 164                                             |                      |
| 6323   | Carretera de Colmenar-Regimiento                          | 164                                             |                      |
| 6324   | Carretera de Colmenar Viejo                               | 164                                             |                      |
| 51106  | Carretera de Colmenar-Batallón                            | 164                                             |                      |
| 6325   | Carretera de Colmenar-Regimiento                          | 164                                             |                      |

### Sentido Plaza de Castilla
| Código | Parada                                                    | Común con                          | Conexiones con Metro |
| ------ | --------------------------------------------------------- | ---------------------------------- | -------------------- |
| 6325   | Carretera de Colmenar-Regimiento                          | 164                                |                      |
| 6326   | Paseo de El Pardo-Campaña                                 | 164                                |                      |
| 6327   | Paseo de El Pardo Nº20                                    | 164                                |                      |
| 6328   | Paseo de El Pardo-Carboneros                              | 164                                |                      |
| 6329   | Avenida de la Guardia-Soldado                             | 164                                |                      |
| 6330   | Avenida de la Guardia-Brunete                             | 164                                |                      |
| 6331   | Carretera del Pardo-Parque Central Ingenieros             | 164                                |                      |
| 6332   | Carretera del Pardo-Puente de Renfe                       | 164                                |                      |
| 6333   | Carretera del Pardo-Tiro Pichón                           | 164                                |                      |
| 6334   | Carretera del Pardo - M-40                                | 164                                |                      |
| 5793   | Escuela ESCP                                              | 83 133 164 815                     |                      |
| 1347   | Fuentemilanos                                             | 83 133 815                         |                      |
| 1351   | Herrera Oria-Gascones                                     | 83 133 815                         |                      |
| 1352   | Herrera Oria-Camino Fuencarral                            | 83 133 815                         |                      |
| 1354   | Herrera Oria-Islas Marquesas                              | 64 83 133 815                      |                      |
| 1664   | Glorieta Salvador Maella                                  | 127                                |                      |
| 1786   | Monforte de Lemos-Ganapanes                               | 126 132 137 147                    | Peñagrande           |
| 1366   | Junta Municipal Fuencarral                                | 49 83 128 132 137                  |                      |
| 1368   | Monforte de Lemos-La Vaguada                              | 49 83 128 132 137                  | Barrio del Pilar     |
| 1737   | Monforte de Lemos-Parque Bomberos                         | 134 137                            |                      |
| 1735   | Monforte de Lemos-Puentecesures                           | 134 137                            |                      |
| 1733   | Monforte de Lemos-Parque Norte                            | 134 137                            |                      |
| 5363   | Hospital La Paz-Maternidad                                | 67 124 134 135                     |                      |
| 1640   | Hospital La Paz                                           | 67 124 134 135                     | Begoña               |
| 3932   | Castellana-Cuatro Torres                                  | 67 124 134 135                     |                      |
| 3933   | Cuatro Torres                                             | 67 124 134 135 173 175 176 178     |                      |
| 1526   | Castellana-Luis Esteban                                   | 67 124 134 135 147 173 175 176 178 |                      |
| 1527   | Castellana-Matilde Landa                                  | 67 124 134 135 147 173 175 176 178 |                      |
| 3568   | Plaza Castilla (Pº Castellana)                            | 42 124 147                         | Plaza de Castilla    |
| 4855   | Plaza de Castilla (junto a Monumento a José Calvo Sotelo) |                                    | Plaza de Castilla    |